# 豊田市福祉バス
福祉バス（ふくしバス）は、愛知県豊田市の市内を走るコミュニティバスである。

## 概略
公共交通空白地域の高齢者や障害者用に福祉バスとして運行。主に、身体障害者、精神障害者、知的障害者、65歳以上の高齢者が対象である。10人乗りのジャンボタクシー3台を使用している。

## 路線

### ささゆりコース
広瀬から『ささゆりの里』など石野地区を巡回する路線。水・金曜日に運行。
- 主な停留所：広瀬、富田町、ささゆりの里、押沢町、広瀬

### 石野交流館コース
広瀬から『芳友町公民館』など石野地区を巡回する路線。
- 主な停留所：広瀬、上切公会堂、芳友町公民館、石野交流館、勘八町長根、石野町、広瀬水・金曜日に運行。

### つくばねコース
2020年4月よりつくばね地域タクシー導入実証実験により休止中。
『千鳥寺』から『ハローフーヅ』（青木店）を結ぶ路線。火・木曜日に運行。
- 主な停留所：千鳥寺、勘八ふれあい会館、平戸橋駅、ハローフーヅ

『勘八ふれあい会館』から『ハローフーヅ』（青木店）を結ぶ路線。火・木曜日に運行。
- 主な停留所：勘八ふれあい会館、平戸橋駅、ハローフーヅ

### 鞍ケ池コース
鞍ヶ池公園と『山中町公民館』を結ぶ路線。火・木曜日に運行。
- 主な停留所：鞍ヶ池公園、矢並小学校、山中町公民館

### 若園コース
竹村駅と三河八橋駅の高岡地区を結ぶ路線。火・木曜日に運行。
- 主な停留所：竹村駅、雇用促進住宅北、若林駅、メグリア若園店、吉原町平池、三河八橋駅

### 高嶺交流コース
『上郷コミュニティセンター』から上郷地区や『若林駅』などを巡回する路線。水・金曜日に運行。
- 主な停留所：上郷コミュニティセンター、愛環三河上郷駅、豊生ブレーキ工業、南豊田病院、下和会区民会館、メグリア若園店、若林駅、福受町山王前、上郷コミュニティセンター

『上郷コミュニティセンター』から『若林駅』を結ぶ路線。水・金曜日に運行。
- 主な停留所：上郷コミュニティセンター、愛環三河上郷駅、豊生ブレーキ工業、南豊田病院、下和会区民会館、メグリア若園店、若林駅

## 運賃
- 1回100円

## 年表
- 2002年 - 運行開始

## 利用状況
2005年度の実績
- 運行経費：10,051千円
- 乗車人員：7,056人
- 1台あたりの乗車人数：1.5人